# Feketebegyű sarkantyússármány
A feketebegyű sarkantyússármány (Calcarius ornatus) a madarak osztályának verébalakúak (Passeriformes) rendjébe és a sarkantyússármány-félék (Calcariidae) családjába tartozó faj.

## Rendszerezése
A fajt John Kirk Townsend amerikai ornitológus írta le 1837-ben a Plectrophanes nembe Plectrophanes ornata néven.

## Előfordulása
Észak-Amerika középső részén fészkel, télen Mexikóig vonul. Természetes élőhelyei mérsékelt övi gyepek és cserjések. Telelni délre vonul.

## Megjelenése
Testhossza 17 centiméter, testtömege 17-23 gramm.

## Életmódja
Rovarokkal és magokkal táplálkozik.

## Szaporodása
A tojó fészket fűből, mohából a földre építi és tollakkal béleli ki.

## Természetvédelmi helyzete
Az elterjedési területe nagyon nagy, egyedszáma még nagy, de gyorsan csökken. A Természetvédelmi Világszövetség Vörös listáján sebezhető fajként szerepel.